# Glenognatha caporiaccoi
Glenognatha caporiaccoi är en spindelart som beskrevs av Norman I. Platnick 1993. Glenognatha caporiaccoi ingår i släktet Glenognatha och familjen käkspindlar.
Artens utbredningsområde är Guyana. Inga underarter finns listade i Catalogue of Life.